# Лутцев, Роман Дмитриевич
Роман Дмитриевич Лутцев (род. 1 апреля 2006, Электросталь, Московская область) — российский хоккеист, нападающий.

## Биография
Начинал заниматься хоккеем в «Кристалле» Электросталь, с 2019 года — в системе ярославского «Локомотива». С сезона-2022/23 стал играть в МХЛ за «Локо» (в основном) и «Локо-76». В ноябре 2024 года дебютировал в КХЛ, проведя за «Локомотив» три матча.
На драфте НХЛ 2025 года был выбран в 7-м раунде под общим 206-м номером клубом «Тампа-Бэй Лайтнинг».